# Lijst van wijken in Parijs
De stad Parijs is verdeeld in 20 arrondissementen die weer zijn verdeeld in totaal 80 wijken. Deze wijken worden in het Frans Quartier genoemd. 

## Parijs
Parijs is ondergebracht in het departement Parijs dat is verdeeld in twintig arrondissementen van Parijs. Deze arrondissementen bestaan weer uit meestal vier quartiers. Er zijn in totaal 80 quartiers in Parijs.
| Arrondissement     | Wijknummer | Naam                      | Kaart |
| ------------------ | ---------- | ------------------------- | ----- |
| 1e arrondissement  | 1          | Saint-Germain-l'Auxerrois |       |
| 1e arrondissement  | 2          | Les Halles                |       |
| 1e arrondissement  | 3          | Palais-Royal              |       |
| 1e arrondissement  | 4          | Place-Vendôme             |       |
| 2e arrondissement  | 5          | Gaillon                   |       |
| 2e arrondissement  | 6          | Vivienne                  |       |
| 2e arrondissement  | 7          | Mail                      |       |
| 2e arrondissement  | 8          | Bonne-Nouvelle            |       |
| 3e arrondissement  | 9          | Arts-et-Métiers           |       |
| 3e arrondissement  | 10         | Enfants-Rouges            |       |
| 3e arrondissement  | 11         | Archives                  |       |
| 3e arrondissement  | 12         | Quartier Sainte-Avoye     |       |
| 4e arrondissement  | 13         | Quartier Saint-Merri      |       |
| 4e arrondissement  | 14         | Saint-Gervais             |       |
| 4e arrondissement  | 15         | Arsenal                   |       |
| 4e arrondissement  | 16         | Notre-Dame                |       |
| 5e arrondissement  | 17         | Saint-Victor              |       |
| 5e arrondissement  | 18         | Jardin-des-Plantes        |       |
| 5e arrondissement  | 19         | Val-de-Grâce              |       |
| 5e arrondissement  | 20         | Sorbonne                  |       |
| 6e arrondissement  | 21         | Monnaie                   |       |
| 6e arrondissement  | 22         | Odéon                     |       |
| 6e arrondissement  | 23         | Notre-Dame-des-Champs     |       |
| 6e arrondissement  | 24         | Saint-Germain-des-Prés    |       |
| 7e arrondissement  | 25         | Saint-Thomas-d'Aquin      |       |
| 7e arrondissement  | 26         | Les Invalides             |       |
| 7e arrondissement  | 27         | École-Militaire           |       |
| 7e arrondissement  | 28         | Gros-Caillou              |       |
| 8e arrondissement  | 29         | Champs-Élysées            |       |
| 8e arrondissement  | 30         | Faubourg-du-Roule         |       |
| 8e arrondissement  | 31         | La Madeleine              |       |
| 8e arrondissement  | 32         | Europe                    |       |
| 9e arrondissement  | 33         | Saint-Georges             |       |
| 9e arrondissement  | 34         | Chaussée-d'Antin          |       |
| 9e arrondissement  | 35         | Faubourg-Montmartre       |       |
| 9e arrondissement  | 36         | Rochechouart              |       |
| 10e arrondissement | 37         | Saint-Vincent-de-Paul     |       |
| 10e arrondissement | 38         | Porte-Saint-Denis         |       |
| 10e arrondissement | 39         | Porte-Saint-Martin        |       |
| 10e arrondissement | 40         | Hôpital-Saint-Louis       |       |
| 11e arrondissement | 41         | Folie-Méricourt           |       |
| 11e arrondissement | 42         | Saint-Ambroise            |       |
| 11e arrondissement | 43         | La Roquette               |       |
| 11e arrondissement | 44         | Sainte-Marguerite         |       |
| 12e arrondissement | 45         | Bel-Air                   |       |
| 12e arrondissement | 46         | Picpus                    |       |
| 12e arrondissement | 47         | Bercy                     |       |
| 12e arrondissement | 48         | Quinze-Vingts             |       |
| 13e arrondissement | 49         | Salpêtrière               |       |
| 13e arrondissement | 50         | La Gare                   |       |
| 13e arrondissement | 51         | Maison-Blanche            |       |
| 13e arrondissement | 52         | Croulebarbe               |       |
| 14e arrondissement | 53         | Montparnasse              |       |
| 14e arrondissement | 54         | Parc Montsouris           |       |
| 14e arrondissement | 55         | Petit-Montrouge           |       |
| 14e arrondissement | 56         | Plaisance                 |       |
| 15e arrondissement | 57         | Saint-Lambert             |       |
| 15e arrondissement | 58         | Necker                    |       |
| 15e arrondissement | 59         | Grenelle                  |       |
| 15e arrondissement | 60         | Javel                     |       |
| 16e arrondissement | 61         | Auteuil                   |       |
| 16e arrondissement | 62         | La Muette                 |       |
| 16e arrondissement | 63         | Porte-Dauphine            |       |
| 16e arrondissement | 64         | Chaillot                  |       |
| 17e arrondissement | 65         | Les Ternes                |       |
| 17e arrondissement | 66         | Plaine de Monceau         |       |
| 17e arrondissement | 67         | Batignolles               |       |
| 17e arrondissement | 68         | Épinettes                 |       |
| 18e arrondissement | 69         | Grandes-Carrières         |       |
| 18e arrondissement | 70         | Clignancourt              |       |
| 18e arrondissement | 71         | Goutte-d'Or               |       |
| 18e arrondissement | 72         | La Chapelle               |       |
| 19e arrondissement | 73         | La Villette               |       |
| 19e arrondissement | 74         | Pont-de-Flandres          |       |
| 19e arrondissement | 75         | Amérique                  |       |
| 19e arrondissement | 76         | Combat                    |       |
| 20e arrondissement | 77         | Belleville                |       |
| 20e arrondissement | 78         | Saint-Fargeau             |       |
| 20e arrondissement | 79         | Père-Lachaise             |       |
| 20e arrondissement | 80         | Charonne                  |       |

| 1e arrondissement | 2er arrondissement | 3er arrondissement | 4er arrondissement |
| ----------------- | ------------------ | ------------------ | ------------------ |
|                   |                    |                    |                    |
|                   |                    | Enfants-Rouges     | Saint-Gervais      |
| Palais-Royal      | Mail               | Archives           | Arsenal            |
| Place Vendôme     | Bonne-Nouvelle     | Sainte-Avoye       | Notre-Dame         |

| 5e arrondissement  | 6e arrondissement      | 7e arrondissement    | 8e arrondissement |
| ------------------ | ---------------------- | -------------------- | ----------------- |
| Saint-Victor       | Monnaie                | Saint-Thomas-d'Aquin | Champs-Élysées    |
| Jardin-des-Plantes | Odéon                  | Les Invalides        | Faubourg-du-Roule |
| Val-de-Grâce       | Notre-Dame-des-Champs  | École-Militaire      | La Madeleine      |
| Sorbonne           | Saint-Germain-des-Prés | Gros-Caillou         | Europe            |

| 9e arrondissement   | 10e arrondissement    | 11e arrondissement | 12e arrondissement |
| ------------------- | --------------------- | ------------------ | ------------------ |
| Saint-Georges       | Saint-Vincent-de-Paul | Folie-Méricourt    | Bel-Air            |
| Chaussée-d'Antin    | Porte-Saint-Denis     | Saint-Ambroise     | Picpus             |
| Faubourg Montmartre | Porte-Saint-Martin    | La Roquette        | Bercy              |
| Rochechouart        | Hôpital-Saint-Louis   | Sainte-Marguerite  | Quinze-Vingts      |

| 13e arrondissement | 14e arrondissement                              | 15e arrondissement | 16e arrondissement                       |
| ------------------ | ----------------------------------------------- | ------------------ | ---------------------------------------- |
| Salpêtrière        | Montparnasse                                    | Saint-Lambert      | Auteuil                                  |
| La Gare            | Parc Montsouris (quartier de la Santé tot 1937) | Necker             | La Muette                                |
| Maison-Blanche     | Petit-Montrouge                                 | Grenelle           | Porte-Dauphine                           |
| Croulebarbe        | Plaisance                                       | Javel              | Chaillot (quartier des Bassins tot 1896) |

| 17e arrondissement | 18e arrondissement | 19e arrondissement | 20e arrondissement |
| ------------------ | ------------------ | ------------------ | ------------------ |
| Les Ternes         | Grandes-Carrières  | La Villette        | Belleville         |
| Plaine de Monceau  | Clignancourt       | Pont-de-Flandres   | Saint-Fargeau      |
| Batignolles        | Goutte-d'Or        | Amérique           | Père-Lachaise      |
| Épinettes          | La Chapelle        | Combat             | Charonne           |